# Giovanni Leoni
Giovanni Leoni, född den 21 december 2006, är en italiensk fotbollsspelare som spelar för Liverpool.
Leoni inledde sin senioikarriär år 2023 i Padova år 2023. Efter en kortare tid i Sampdoria kontrakterades han av Parma. 2025 värvades han av Liverpool. Han har representerat det italienska landslaget på U18- och U19-nivå.